# حصار قاجار (حومة أبهر)
حصار قاجار (بالفارسية: حصارقاجار) هي قرية تقع في إيران في منطقة مركزية ريفية. يقدر عدد سكانها بـ 127 نسمة بحسب إحصاء 2016.